# Jenny Carre
Jenny Carré, née le 8 août 1902 au Crotoy (Somme, France) et morte prématurément le 1er avril 1945 à Paris, est costumière et créatrice de costumes de scène. Active principalement dans les domaines de l’opérette, de l'opéra comique, du music-hall et du théâtre lyrique, elle conçoit et réalise les costumes de plus de 150 spectacles parisiens entre 1918 et 1945, soit plus de 32 000 maquettes. Son travail contribue au rayonnement de la scène française durant l’entre-deux-guerres, en France comme à l'International.

## Biographie

### Origines et formation
Jenny Carré naît le 8 août 1902 au Crotoy (Somme), dans une famille issue du monde du spectacle. Elle est la fille d'Albert Carré (1852–1938), metteur en scène, librettiste et directeur de l'Opéra-Comique et commandeur de la légion d’honneur, et de la soprano Marguerite Carré, née Giraud (1880–1947), véritable diva, qui interpréta plusieurs des grands rôles du répertoire de l’opéra, dont Mimi de La Bohème, Mélisandre et Madame Butterfly.
Élevée dans un environnement artistique, Jenny Carré manifeste dès son plus jeune âge une attirance marquée pour le dessin, en particulier pour le costume de scène. Elle grandit entre loges, coulisses et ateliers de couture, observant le travail des couturiers et décorateurs du théâtre dont Lucien Jusseaume grand décorateur de l'Opéra Comique. Elle reçoit également les conseils du peintre Lucien Lévy-Dhurmer, ami de la famille, ainsi que Paul Colin et George Barbier.
Bien qu’elle ne suive pas de formation académique artistique formelle, elle développe une véritable maîtrise du dessin par immersion et pratique. Elle commence à produire, à 17 ans, ses propres croquis de costumes pour sa mère lors de la production de La Belle Hélène à Lyon. L’année suivante, ses créations sont reprises à la Gaîté-Lyrique dans une nouvelle version du même spectacle. Ce succès précoce marque le début d’une carrière consacrée à la création de costumes pour la scène, qui s'étendra sur plus de 25 ans.

### Carrière
Son parcours s’organise autour de trois grandes périodes, qui couvrent plus de deux décennies de travail sur les scènes parisiennes les plus prestigieuses.

#### Opérette, Opéra-Comique et Théâtre
Entre 1919 et 1929, Jenny Carré conçoit les costumes d’un grand nombre d’opérettes et de ballets : La Belle Hélène, Véronique, Miss Helyett, Ali Baba, Cotillon III, Surcouf, La Poupée, La Hussarde ou encore Le Pays du sourire. Elle poursuit cette activité à Mogador et au Théâtre du Châtelet, avec des titres emblématiques comme Les Mousquetaires au couvent, Les Cloches de Corneville, La Fille de Madame Angot, Valses de Vienne, La Vie parisienne ou encore Orphée aux Enfers.
Dans le domaine du théâtre, elle collabore notamment avec Sacha Guitry pour Vive l'Empereur ! (1941). Elle participe également à quelques productions cinématographiques, dont Pas sur la bouche et Rigolboche, dans lequel joue Mistinguett.

#### Music-hall – L’empire Henri Varna
À partir de 1927, Jenny Carré entame une collaboration décisive avec le producteur et directeur de théâtres Henri Varna, figure incontournable du music-hall parisien. À la tête de nombreux établissements : le Concert Mayol, les Bouffes-du-Nord, les Ambassadeurs (aujourd'hui le Théâtre de La Concorde), l’Empire, Le Palace – futur Alcazar –, le Casino de Paris ou encore Mogador, Varna fait de Jenny Carré l’une de ses collaboratrices les plus fidèles.
Pendant près de 18 ans, elle conçoit les costumes des grandes revues parisiennes qu’il produit. En 1928, elle est rejointe dans son atelier de la rue Lafayette par H. R. Fost, qui devient son principal collaborateur sur les créations de costumes de music-hall.

#### L'Esprit de Paris: Cabaret Satirique, Chansonniers et Théâtre de Divertissement
Parallèlement à ses engagements dans les grandes salles, Jenny Carré travaille pour de nombreux théâtres de plus petite taille ou de cabaret : Les Bouffes parisiennes, le Théâtre Michel, le Théâtre des Nouveautés, le Théâtre des Variétés, les Folies-Wagram, le Théâtre Gramont, l’ABC, le Théâtre des Deux Ânes...
Dans ces lieux plus intimistes, le ton des spectacles se fait souvent plus libre, satirique ou boulevardier. Ces scènes de divertissement parisien s’inspirent volontiers de l’actualité politique, sociale ou mondaine, avec une touche de moquerie. Jenny Carré y collabore avec des auteurs de renom tels qu’Albert Willemetz, Rip, ou Saint-Granier, contribuant à développer visuellement l’esprit du Paris de l’entre-deux-guerres.
En parallèle de ses créations parisiennes, Jenny Carré est également sollicitée à l’étranger, comme à Londres, New York et Chicago, pour des spectacles inspirés du modèle français, notamment au sein des Ziegfeld Follies et d’opéras américains.
En septembre 1931, Jenny Carré, lors d'une rare interview dans Femmes de France, évoquait ainsi son parcours depuis le spectacle de La Belle Hélène à Lyon :
« C'était mon début ! Mon père prétendait que je devais apprendre à dessiner. J'ai suivi son conseil et j'ai voulu connaître à fond ce métier qui me plaisait mais où je ne pensais pas évidemment trouver une occupations si absorbante ! Après La Belle Hélène, dont je fis les maquettes pour la Gaîté Lyrique, je fus engagée et j'habillais ainsi un grand nombre d'opérettes : Véronique, Rip, La Geisha, La Poupée, Le Petit Duc, Cotillon III, Hans le joueur de flûte, Surcouf, Paganini et j'en oublie. Je tentais de donner une note moderne à ces costumes tout en respectant l'époque. Ce travail m'a familiarisé avec tous les styles. Je travaillais également pour l'Amérique, dans un genre tout différent et je fis des maquettes pour des opéras comiques : Lackmé, Marouf, Les Noces de Figaro, etc. pour l'Opéra de Chicago. New-York me commanda des maquettes pour deux opérettes du vieux répertoire : Giroflé-Girofla et La Mascotte. Nikita Balieff, l'animateur de la Chauve Souris, me demanda également des maquettes. A ce moment là, je ne pensais guère travailler pour le music-hall. C'est Max Vitterbo qui le premier me demanda des costumes pour une revue de La Cigale. Enfin, M. Varna me fit appeler et me fit travailler pour Le Palace, le Concert Mayol et le Casino de Paris. Et voilà. »

— Jenny Carré, Femmes de France, septembre 1931

### Collaborations avec les vedettes de l’époque
Tout au long de sa carrière, Jenny Carré conçoit des costumes pour certaines des personnalités les plus en vue du spectacle français de l’entre-deux-guerres. Elle habille notamment les grandes figures du music-hall et de l’opérette, parmi lesquelles Mistinguett, Joséphine Baker, Cécile Sorel, Marie Dubas, Jeanne Aubert, Lucienne Boyer ou encore Arletty.
Elle crée également des costumes pour des vedettes masculines telles que Maurice Chevalier, Tino Rossi ou Michel Simon, en adaptant son style aux exigences spécifiques du costume masculin de scène.
Outre les artistes, Jenny Carré collabore avec plusieurs personnalités majeures du théâtre musical et du music-hall. Elle travaille régulièrement avec des directeurs artistiques et metteurs en scène comme Henri Varna, Albert Willemetz, Jacques-Charles, Rip, Sacha Guitry et Maurice Lehmann, qui font appel à elle pour des productions d’envergure. Sa capacité à traduire visuellement les intentions des auteurs contribue à son rôle central dans les créations scéniques de l’époque.
Elle s’entoure aussi de grands décorateurs et illustrateurs, parmi lesquels George Barbier, Erté, Paul Colin et Henry Raymond Fost. Ce dernier, qu’elle prend sous son aile dès 1930, devient l’un de ses plus proches collaborateurs. Ensemble, ils co-créent et élaborent un langage visuel cohérent, notamment pour les grandes revues parisiennes, d'où la proximité de leurs styles graphiques.
Ces multiples collaborations, tant avec les interprètes qu’avec les concepteurs de spectacles, témoignent de l’intégration de Jenny Carré au cœur du réseau créatif de la scène parisienne de l’époque.
Son travail est également salué par plusieurs compositeurs étrangers, à l’instar de Franz Lehár, présent à Paris en 1928 pour la création de son opérette Paganini. Dans le journal Liberté, il déclare :
« Ces costumes dessinés par Jenny Carré sont des merveilles de goût… C’est la première fois que je vois une opérette montée avec le faste qui est nécessaire au milieu dans lequel se passe l’action… »

— Franz Lehár, Liberté, 1928

### Vie familiale
Profondément attachée à son père, Jenny Carré lui témoigne un soutien constant, , notamment lors de son divorce puis de son remariage. Cette fidélité familiale s’inscrit en parallèle d’une vie professionnelle d’une grande intensité.
En 1931, elle livre, dans l'une des rares interviews de sa carrière, un témoignage touchant sur son rythme de travail et les sacrifices que lui impose sa passion. Elle y évoque aussi, en filigrane, les limites que cette vocation impose à sa vie privée :
« C’est un beau métier que le mien, je vous assure, et qui m’a donné déjà bien des joies. Mais il exige un travail intensif : je n’ai pas le temps de lire, de voyager comme j’aimerais. Je n’ai même pas pu prendre plus de quatre jours de vacances cet été. Tenez, pour la dernière revue du Casino, il y a un an, je ne me suis pas couchée pendant douze jours et douze nuits. On répétait de quatre heures de l’après-midi jusqu’à dix heures du matin : je filais alors chez le costumier jusqu’à deux heures. Je rentrais chez moi prendre un bain, déjeuner… et je recommençais… La seule collaboration que j’accepte, quand je suis à ma table de travail, dans mon studio, c’est la musique de mon phono. Et ma seule détente, c’est le cinéma. Je vais au cinéma presque tous les soirs… Vous pensez bien que la mise en scène m’a tentée, jusqu’à l’obsession… J’ai eu des propositions, mais le temps me manque pour m’y mettre consciencieusement. Comme la vie passe vite, vous ne trouvez pas ? »

— Jenny Carré, à Paule Malardo pour La Femme de France du 15 février 1931
Ce témoignage éclaire non seulement son engagement artistique, mais aussi le degré d’autonomie et d’intensité qu’elle s’impose dans son travail. Il révèle aussi un attachement à des plaisirs simples — la musique, le cinéma — qui viennent compenser une vie entièrement consacrée à la création.
Jenny Carré rencontre dans les années 1930 le comédien Robert Favart, né Riquez (1911–2003), figure du théâtre et du cinéma français. Ils se croisent probablement pour la première fois lors de cours de diction que Robert suit auprès de Marguerite Carré, mère de Jenny, afin de gommer son accent levantin. Mais leur véritable rencontre a lieu au Théâtre des Nouveautés en avril 1939, à l’occasion de la pièce Entre Nous de Rip, pour laquelle Jenny conçoit les costumes. Leur union s’inscrit dans un milieu artistique auquel ils appartiennent tous deux, bien que dans des disciplines différentes.
Le couple a un premier fils, Michel, né en 1942. Une photographie issue des archives familiales les montre réunis autour de leur enfant, illustrant un moment de vie personnelle précieux. Bien qu’immergée dans une carrière professionnelle exigeante, Jenny Carré entretient une vie familiale discrète mais structurée.
En 1945, elle est à nouveau enceinte et donne naissance à un second fils, Jacques, fruit de son union avec Robert Favart. Sa vie familiale, bien que peu médiatisée, apparaît comme un élément important de son équilibre personnel au cours de ses dernières années.

### Fin de vie
Discrète et entièrement dévouée à son travail, Jenny Carré laisse peu de traces personnelles en dehors de ses créations et de ses deux fils Michel et Jacques Favart. Elle accorde peu d'interviews, ne cherche pas la lumière médiatique et reste concentrée sur l’élaboration de ses maquettes.
Au début de l’année 1945, alors qu’elle est encore active dans plusieurs projets de mise en scène, sa santé se détériore brutalement. Elle décède le 1er avril 1945 à l’âge de 42 ans, des suites d’une fièvre maligne consécutive à son accouchement, à Paris. Sa disparition précoce met un terme à une carrière de plus de vingt-cinq ans au service du théâtre et du music-hall.

## Œuvres et postérité
L’œuvre de Jenny Carré, longtemps restée confidentielle en dehors des milieux spécialisés, connaît un regain d’intérêt depuis le début du xxie siècle . Si elle a marqué son époque par sa présence constante dans les grandes productions du spectacle vivant, c’est surtout par l’ampleur et la qualité de son travail graphique qu’elle suscite aujourd’hui l’attention des historiens du costume, des institutions patrimoniales et des amateurs d’art scénique.
Elle laisse derrière elle une impressionnante production estimée à plus de 32 000 dessins de costumes originaux : maquettes annotées, esquisses préparatoires, études de silhouettes et planches finalisées. La majorité de ces documents ont été réalisés à la main, à l’aquarelle, à l’encre ou à la gouache, sur papier, carton ou calque, parfois avec des collages de tissus. Ces archives sont autant de témoins de la mode scénique entre les années 1920 et 1940, dans des genres allant de l’opérette au ballet, du cabaret à la revue de music-hall.
Une partie de ses dessins est aujourd’hui conservée dans des collections privées ou institutionnelles. Certains originaux circulent sur le marché de l’art et sont proposés par des librairies spécialisées ou lors de ventes aux enchères dans le monde entier. Leur rareté, leur expressivité et leur qualité artistique en font des objets recherchés, à la croisée du dessin de mode, du théâtre et de l’histoire visuelle du spectacle.
Deux expositions ont été réalisés à l'initiative de son fils Jacques Favart : Une première mise en lumière de son travail a lieu en 1994, lors de la 2e édition du Salon du livre d’art organisé par la Ville de Levallois-Perret. Du 6 au 20 mai, l' exposition a présenté une sélection de ses dessins de costumes dans le cadre d’un événement dédié aux arts visuels et à l’édition artistique. Cette rétrospective a contribué à faire redécouvrir l’œuvre de Jenny Carré au grand public et aux professionnels du livre d’art, quinze ans avant la rétrospective majeure organisée à Boulogne-Billancourt.
L’exposition qui lui est consacrée en 2008 au Musée des Années Trente à Boulogne-Billancourt, intitulée Jenny Carré, 1902–1945 – L’âge d’or du music-hall et de l’opérette, marque une étape importante dans la redécouverte de son œuvre. Le catalogue, abondamment illustré, propose une lecture croisée de son travail avec les évolutions du théâtre visuel et du goût du public dans l’entre-deux-guerres.
Depuis 2024, plusieurs initiatives de valorisation ont été entreprises : reproduction de certains dessins sous forme de cartes postales, numérisation d’archives, publications en ligne, objets dérivés. Ces projets visent à faire connaître son univers auprès d’un public plus large, tout en replaçant son travail dans une histoire plus vaste du costume de scène en France.
L’association Jenny Carré œuvre aujourd’hui à la préservation, à la documentation et à la diffusion de ce patrimoine graphique, en lien avec des chercheurs, des musées et des institutions culturelles. Elle milite pour la reconnaissance de Jenny Carré comme l’une des grandes figures du dessin de costume au xxe siècle, aux côtés des créateurs scéniques les plus influents de son temps.

## Expositions
- Jenny Carré, Costumes de Scène, 2ème Salon du livre d'art, Hôtel de ville de Levallois-Perret, mai 1994.
- Jenny Carré, l'âge d'or du music-hall et de l'opérette, Musée des années 30 de Boulogne-Billancourt, octobre à décembre 2008.